# Монтана (фильм, 2008)
«Монтана» — российская детективная мелодрама 2008 года.

## Сюжет
Вышедший из тюрьмы налётчик Николай Уманский (Олег Тактаров) приглашён своим другом детства Виктором — бывшим сообщником, а ныне богатым предпринимателем — в Москву, чтобы расплатиться за совершённое восемь лет назад преступление. У Виктора и Николая была наивная мечта в детстве после просмотра телепередачи «Клуб кинопутешествий» — сбежать в Монтану, богатую золотыми приисками. Выяснилось, что у Виктора есть одно дельце в США — кое-кого «убрать», — и он предлагает это Николаю в обмен на долю в коммерческой организации.
Прилетев в Америку и отправившись на задание, которое нужно было замаскировать под самоубийство, Уманский видит, что «клиентка» уже совершила самоубийство, но сообщает своему сообщнику Родригесу об успешном выполнении задания. По возвращении в номер мотеля сообщник неожиданно пытается его убить. Николай, поняв, что его подставили, нейтрализует Родригеса и звонит Виктору, сообщая, что собирается возвращаться в Россию. Но в аэропорту, вспомнив о своей мечте детства, не покупает билет в Москву, а направляется в Монтану. В поисках Уманского по его следам идёт русская мафия…

## В ролях
| Актёр               | Роль    |
| ------------------- | ------- |
| Олег Тактаров       | Николай |
| Игорь Миркурбанов   | Виктор  |
| Скарлетт МакАлистер | Лесли   |
| Александр Атанесян  | Блум    |
| Сьюзэн Флинн        | Кармен  |
| Нолан Гоулд         | Джонни  |
| Джефф Доба          | Лиси    |
| Игорь Жижикин       |         |
| Джулиан Кейн        | актёр   |
| Денис Нагретдинов   |         |
| Пётр Скворцов       |         |
| Игорь Фурманюк      |         |

## Съёмочная группа
- Режиссёр: Александр Атанесян
- Сценарист: Эдуард Тополь
- Операторы: Михаил Мукасей, Брюс Алан Грин
- Художник: Натали Астон
- Композиторы: Аркадий Укупник, Дмитрий Носков
- Исполнители песен: Александр Маршал, Григорий Лепс
- Продюсеры: Геворг Нерсисян, Армен Адилханян

## Критика
Алекс Экслер называет фильм «невообразимо скучным». По его словам, персонажи ленты «картонные» и карикатурные, а сценарий примитивен. Сравнение с другими работами режиссёра Атанесяна (он же исполнитель одной из гангстерских ролей) не в пользу «Монтаны». Единственный исполнитель, чью игру Экслер оценивает положительно, — играющий главную роль Олег Тактаров, однако, по мнению критика, его фактура (Тактаров — профессиональный борец, чемпион мира по боям без правил) не использована «и на десять процентов».

В публикации Агентства национальных новостей, приуроченной к выходу ленты, отмечается: 
Почему-то создатели фильма решили, что наилучший способ передать оттенки русской души — это заставлять наших соотечественников (бандитов или благородных рыцарей — всё равно) признаваться в любви к радиостанции «Шансон», символом которой (опять же, почему-то) стали песни в исполнении Григория Лепса.